# Alfred Gautier
Alfred Gautier (Genève, 5 mei 1858 - Genthod, 23 december 1920) was een Zwitsers advocaat, rechter en hoogleraar.

## Biografie

Groepsportret van de expertencommissie voor het opstellen van het Zwitserse Strafwetboek rond 1908. Van links naar rechts: Emil Zürcher, Georges Favey, Carl Stooss, Alfred Gautier, Otto Kronauer, Ernst Hafter en Alexander Reichel.

Alfred Gautier was een zoon van Victor Gautier, die arts was, en van Eugénie Augusta Berthout van Berchem. Hij was een broer van Léon Gautier. Hij huwde tweemaal, een eerste maal in 1882 met Jeanne-Marguerite Dominicé en een tweede maal in 1907 met Alice Bates, een dochter van James Bates.
Gautier studeerde rechten in Genève, Berlijn, Leipzig en Parijs. In 1884 doctoreerde hij in Genève met het proefschrift Étude sur le crime d'incendie. Vervolgens werd hij hoogleraar strafrecht aan de Universiteit van Genève. In 1888 was hij een van de oprichters van de Revue pénale suisse, een strafrechtelijk tijdschrift waarin hij tal bijdragen publiceerde. Als hoogleraar was hij naast Emil Zürcher, Georges Favey, Carl Stooss, Otto Kronauer, Ernst Hafter en Alexander Reichel lid van de expertencommissie voor het opstellen van het Zwitserse Strafwetboek.
Van 1882 tot 1916 was Gautier actief als advocaat. Tussen 1895 en 1900 zat hij in het bestuur van de balie. Van 1892 tot 1920 was hij rechter in het Geneefse kantonnale cour de cassation. Vanaf 1888 was hij lid van het Internationaal Comité van het Rode Kruis, waarvan hij vanaf 1917 voorzitter was.

## Werken
- (fr)  Étude sur le crime d'incendie, 1884.